# Diocesi di Kalibo
La diocesi di Kalibo (in latino Dioecesis Kalibensis) è una sede della Chiesa cattolica nelle Filippine suffraganea dell'arcidiocesi di Capiz. Nel 2023 contava 679.400 battezzati su 909.900 abitanti. La sede è vacante.

## Territorio
La diocesi comprende la provincia filippina di Aklan nella parte settentrionale dell'isola di Panay.
Sede vescovile è la città di Kalibo, dove si trova la cattedrale di San Giovanni Battista.
Il territorio si estende su 1.818 km² ed è suddiviso in 24 parrocchie.

## Storia
La diocesi è stata eretta il 17 gennaio 1976 con la bolla Animarum utilitas di papa Paolo VI, ricavandone il territorio dalla diocesi di Capiz, che nel contempo è stata elevata al rango di arcidiocesi metropolitana.

## Cronotassi dei vescovi
Si omettono i periodi di sede vacante non superiori ai 2 anni o non storicamente accertati.
- Juan Nicolasora Nilmar † (3 giugno 1976 - 21 novembre 1992 ritirato)
- Gabriel Villaruz Reyes (21 novembre 1992 - 7 dicembre 2002 nominato vescovo di Antipolo)
- Jose Romeo Orquejo Lazo (15 novembre 2003 - 21 luglio 2009 nominato vescovo di San Jose de Antique)
- Jose Corazon Tumbagahan Tala-oc (25 maggio 2011 - 16 giugno 2025 ritirato)
  - Victor Barnuevo Bendico,[1] dal 16 giugno 2025 (amministratore apostolico)

## Statistiche
La diocesi nel 2023 su una popolazione di 909.900 persone contava 679.400 battezzati, corrispondenti al 74,7% del totale.
| anno | popolazione | popolazione | popolazione | presbiteri | presbiteri | presbiteri | presbiteri                | diaconi | religiosi | religiosi | parrocchie |
| anno | battezzati  | totale      | %           | numero     | secolari   | regolari   | battezzati per presbitero | diaconi | uomini    | donne     | parrocchie |
| ---- | ----------- | ----------- | ----------- | ---------- | ---------- | ---------- | ------------------------- | ------- | --------- | --------- | ---------- |
| 1980 | 307.687     | 327.340     | 94,0        | 31         | 31         |            | 9.925                     |         |           | 11        | 20         |
| 1990 | 351.809     | 402.337     | 87,4        | 37         | 36         | 1          | 9.508                     |         | 2         | 43        | 21         |
| 1999 | 366.212     | 450.101     | 81,4        | 44         | 43         | 1          | 8.323                     |         | 1         | 55        | 22         |
| 2000 | 398.579     | 458.782     | 86,9        | 45         | 44         | 1          | 8.857                     |         | 1         | 57        | 22         |
| 2001 | 404.671     | 465.782     | 86,9        | 46         | 45         | 1          | 8.797                     |         | 1         | 57        | 23         |
| 2002 | 414.671     | 472.782     | 87,7        | 52         | 51         | 1          | 7.974                     |         | 4         | 61        | 23         |
| 2003 | 424.234     | 483.282     | 87,8        | 53         | 52         | 1          | 8.004                     |         | 4         | 62        | 23         |
| 2004 | 433.287     | 492.335     | 88,0        | 54         | 53         | 1          | 8.023                     |         | 3         | 57        | 23         |
| 2006 | 454.903     | 513.951     | 88,5        | 59         | 58         | 1          | 7.710                     |         | 4         | 52        | 24         |
| 2011 | 536.000     | 576.000     | 93,1        | 66         | 65         | 1          | 8.121                     |         | 4         | 49        | 23         |
| 2013 | 584.000     | 597.000     | 97,8        | 69         | 68         | 1          | 8.463                     |         | 4         | 51        | 24         |
| 2016 | 615.000     | 824.000     | 74,6        | 78         | 77         | 1          | 7.884                     |         | 4         | 59        | 24         |
| 2019 | 645.320     | 864.200     | 74,7        | 76         | 75         | 1          | 8.491                     |         | 4         | 54        | 24         |
| 2021 | 663.180     | 888.000     | 74,7        | 76         | 75         | 1          | 8.726                     |         | 5         | 49        | 24         |
| 2023 | 679.400     | 909.900     | 74,7        | 77         | 77         |            | 8.823                     |         | 3         | 59        | 24         |